# Marennes (Charente-Maritime)
Marennes – miejscowość i dawna gmina we Francji, w regionie Nowa Akwitania, w departamencie Charente-Maritime. W 2013 roku populacja ówczesnej gminy wynosiła 5781 mieszkańców. 
W dniu 1 stycznia 2019 roku z połączenia dwóch ówczesnych gmin – Hiers-Brouage oraz Marennes – powstała nowa gmina Marennes-Hiers-Brouage. Siedzibą gminy została miejscowość Marennes. 